# TV Comeback
TV Comeback was een televisieprogramma uit 2006 dat uitgezonden werd door Omroep MAX.

## Format
TV-Comeback was een achtdelige comebackshow waarin acht bekende tv-helden van vroeger lieten zien dat ze nog steeds hun vak beheersen door de eigenlijke presentatie van het programma op zich te nemen. Er werd een blik in hun dagelijkse leven laten zien en mensen op straat werd gevraagd wat ze zich nog herinneren van de hoofdpersoon. Elke aflevering werd afgesloten met een lied. De volgende personen hebben de presentatie op zich genomen:

## Afleveringen
| Afl. | Hoofdpersoon          | Inhoud |
| ---- | --------------------- | --- |
| 1    | Ted de Braak          | We krijgen onder andere een kijkje in zijn dagelijkse leven in Frankrijk te zien en er wordt een quiz gespeeld. Bij de quiz zijn te gast: Mariëtte Bruggeman en Wilma Driessen. Er zijn fragmenten te zien uit De Tedshow, Farce Majeure, de Bananasplit show uit 1987 en een stukje van het nummer Roken? Zo kom je d'r vanaf uit 1976. De Braak speelt ook een scène, samen met vier mensen uit het publiek en actrice Annelies Balhan. Ook komen Joke Bruijs en Peter Jan Rens langs. Het programma wordt afgesloten met een live optreden van Wilma Driessen.                |
| 2    | Peter Jan Rens        | Te gast in de quiz waren Léonie Sazias en Hans van der Laarse, zij kregen fragmenten te zien uit Doet-ie 't of doet-ie 't niet. Hij speelt samen met het publiek het spel de bekertjesmuur en heeft een gesprek met Martijn Krabbé. Verder komt Tineke de Nooij langs en sluit Angela Groothuizen de aflevering af met een lied. |
| 3    | Tineke de Nooij       | Zij speelt de quiz met Ronnie Tober en Will Luikinga, de fragmenten komen uit het radioprogramma Koffietijd, Tineke, Theo en Thea in de gloria en Tineke's paranormale wereld. Ze gaat koken met Joop Braakhekke en heeft samen met hem ook nog een gesprek met Bert van Leeuwen. Chiel Montagne, de presentator voor de volgende aflevering, kondigt de dochter van Tineke aan die het zingend afsluit. |
| 4    | Chiel Montagne        | De quiz wordt gespeeld met Hanny en Arie Ribbens en alle fragmenten zijn van Chiel's eigen programma Op volle toeren. In deze aflevering wordt er veel gezongen: Arie Ribbens zingt Brabantse nachten zijn lang, Hanny zingt Maar vanavond heb ik hoofdpijn, Ik verscheurde je foto wordt gezongen door Koos Alberts, De Havenzangers zingen 's Nachts na tweeën en Vader Abraham zingt Het kleine café aan de haven. Chiel heeft samen met hem een gesprek. Dick Passchier kondigt Ben Cramer aan, die het nummer De tijden van weleer zingt. Het origineel is van Rita Hovink. |
| 5    | Dick Passchier        | Lisette Hordijk speelt samen met Henk van der Horst de quiz, met fragmenten uit Zeskamp achter de schermen uit 1972, Zeskamp uit 1987 en een fragment uit Spel zonder grenzen, Zo vader, zo zoon en een fragment uit het gala ter viering van vijfenzeventig jaar NCRV. Buiten speelt hij de zeephelling, met de vroegere scheidsrechter. Hij praat met Seth Gaaikema en Kick Stokhuyzen kondigt Paul Passchier, de zoon van Dick, aan om te eindigen met een lied. |
| 6    | Kick Stokhuyzen       | De quiz wordt gespeeld met Ati Dijckmeester zij neemt het op tegen Bob Bouma. Er worden vragen gesteld uit o.a. Herkent u deze tijd?, Ja, natuurlijk en Sterrenslag. In de studio staat een klein hok met een schaap, konijnen en cavia's. Zijn eerste gast is dan ook Piet Steltman. De tweede gast is Martin Gaus. Hans van Willigenburg is de special guest. Anneke Grönloh zingt het lied Surabaya. |
| 7    | Hans van Willigenburg | Inge Ipenburg en Tonny Eyk spelen de quiz. Fragmenten komen uit de TROS TV Show, Maandagavond met Van Willigenburg, Koffietijd! en Klassewerk. Hij praat met Hans Kortekaas. Verder wordt Hans in de studio verrast met vijftig teckels en hij is naar New York afgereisd, daar heeft hij een gesprek met Martine Bijl. De speciale gast van de dag is Wieteke van Dort. Omdat Hans fan is van Frank Sinatra spelen de Young Sinatra's het nummer Fly me to the moon. |
| 8    | Wieteke van Dort      | De laatste presentatrice van deze serie, zij speelt de quiz met Jetty Mathurin en Carol van Herwijnen. Ze ontvangt als speciale gast Bill van Dijk, Ze praat met hem over het verschil tussen acteren op toneel of voor de camera. Daarna verandert Wieteke in haar alter-ego Tante Lien. Lee Towers sluit het af met een nummer van Frank Sinatra, namelijk My way. Als een soort ode aan de acht oud-presentatoren die nog één keer hun ding deden. |

## Trivia
- 16 januari 2009 was de herhaling te zien met Kick Stokhuyzen, in verband met zijn overlijden.
- Soerabaja, het nummer dat wordt gezongen in aflevering zes, is ook een plaats in Indonesië waar Kick Stokhuyzen geboren was.